# Nordihydrokapsaicin
Nordihydrokapsaicin je kapsaicinoid a analog kapsaicinu.

## Vlastnosti
Podobně jako kapsaicin je tato látka dráždivá. Nordihydrokapsaicin tvoří průměrně 7 % kapsaicinoidů v chilli papričkách a jeho pálivost je oproti kapsaicinu asi poloviční. Čistý nordihydrokapsaicin je lipofilní bezbarvá krystalická až voskovitá pevná látka. Na Scovilleově stupnici má 9 100 000 SHU.